# Konrad von Egenhofen
Konrad von Egenhofen († 1472) war ein illegitimer Sohn des Herzogs Wilhelm III. von Bayern (1375–1435), benannt nach dessen Burg Egenhofen im Gericht Dachau. 

Schloss Planegg, Stich von Michael Wening (um 1700)

Wilhelm III. erhob das Gut Planegg zur Hofmark und schenkte es mit Urkunde vom 1. Oktober 1425 seinem unehelichen Sohn Konrad von Egenhofen. Dieser vermachte die Hofmark mit Schloss Planegg 1472 seiner Schwester Magdalena. Sie war Witwe des Georg Pütrich von Pasing und in zweiter Ehe mit Christoph Lung, dem Besitzer der Hofmark Adlhausen, verheiratet.

## Trivia
In Planegg ist die Egenhofenstraße nach Konrad von Egenhofen benannt.